# Вест-Сістер (Птіт-Сьор)
Вест-Сістер, також Птіт-Сьор (англ. West Sister / фр. Petite Sœur) — невеликий острів в Індійському океані, входить до Північно-Східної групи Внутрішніх Сейшельських островів.
Разом із сусіднім островом Іст-Сістер (Гранд-Сьор) відомий як острови Сестри (The Sisters / Les Soeurs). Острів лежить за 59,2 км на північний схід від острова Мае. Найближчі острови — Іст-Сістер на сході, Коко та Фелісіте на півдні. Вест-Сістер — це скелястий гранітний острівець, вкритий тропічною рослинністю. Довжина острова становить 1,3 км, ширина — 475 м.
У XX столітті тут були кокосові плантації. У XXI столітті острів знаходиться у приватній власності та відвідується туристами, особливо любителями підводного плавання.